# Lanocira zeylanica
Lanocira zeylanica is een pissebed uit de familie Corallanidae. De wetenschappelijke naam van de soort is voor het eerst geldig gepubliceerd in 1905 door Stebbing.